# 情事 (意大利電影)
是1960年義大利電影，被认为是導演米開朗基羅·安東尼奧尼的代表作，女主角由莫妮卡·維蒂主演。電影因精湛的場面調度而受到廣泛地注意，著重於視覺上組合呈現與角色內心性格發展，再與非傳統的敘事結構結合在一起，有系統地推翻電影語言，實行與建構出當代流行時期。該片於1959年義大利當地開拍，此時正值義大利財政困難危機時期，本片的成功使得莫尼卡·维蒂一舉成為國際巨星。
本片為安東尼奧尼三部曲的首部曲，1961年的《夜》（La notte）與1962年的《蚀》（L'eclisse）並稱「疏離（愛情）三部曲」。另外導演的第一部彩色電影《红色沙漠》（Red Desert），廣泛地認為是第四部曲，亦取代《夜》為電影三部曲之一。

## 情節
一個女人消失了，她的朋友卻跟其男友愛上。
克勞迪亞（Claudia，蒙妮卡·維蒂飾）陪女友安娜（Anna）跟其男友桑德洛（Sandro）見面；隨後三人開車往海邊的遊艇駛去，在遊艇上認識了三十上下古銅色皮膚的雷蒙多和他輕浮的女友朱麗亞，以及四十多歲精明、聰穎的柯拉多。遊艇駛向一個島嶼，安娜讓水手減慢速度，下水向小島遊去，其他人也紛紛下水。大家玩的興高采烈時，突然，安娜尖叫水中有鯊魚，一片混亂後，大家驚恐的回到艇上，在房中安娜告訴克勞迪亞剛才是開玩笑。遊艇在小島邊停住，大家都來到島上，安娜和桑德洛離開眾人，一席談話後，兩人不歡而散，安娜氣衝衝離開。
準備返航時，卻發現安娜失蹤了。大家找遍整個小島，一無所獲。在找尋安娜的過程中，克勞迪亞和桑德洛卻情愫暗生，克勞迪亞努力的壓抑自己的感情，但在尋找安娜時，克勞迪亞和桑德洛朝夕相處，在桑德洛熱情追求下，克勞迪亞也由三天前迫切找到安娜的心情，很快轉變為三天后希望安娜再也不回來，正當克勞迪亞沉侵在甜蜜的愛情中時，卻發現桑德洛和別的女人在一起，克勞迪亞萬念俱灰。 

## 迴響
安東尼奧尼起初參與1960年坎城影展首映時，當場遭到影評人的噓聲與睥睨，甚至被認為不懂得剪接技巧，不過隨後二次審查，最終贏得評審團獎（Special Jury Prize），且獲得國際票房上的成功，受到眾多藝術電影學院的喜愛。該片所帶來的爭議維持了十幾年，影響了攝影的視覺語言，改變現代電影的樣貌，甚至被稱為曾未有過的最佳影片，而負面的聲音，認為看起來可有可無的情節與緩慢步調，結合存在主義式的主題，被戲謔取之為「安東尼式無聊」（Antoniennui）的稱號。

## 外部連結
- New York Times review （页面存档备份，存于）
- 互联网电影数据库（IMDb）上《情事》的资料（英文）
- AllMovie上《情事》的资料（英文）
- 时光网上《情事》的資料（简体中文）
- 豆瓣电影上《情事》的資料 （简体中文）